# Hrabstwo Greenbrier
Hrabstwo Greenbrier (ang. Greenbrier County) – hrabstwo w stanie Wirginia Zachodnia w Stanach Zjednoczonych. Obszar całkowity hrabstwa obejmuje powierzchnię 1024,43 mil² (2653,26 km²). Według szacunków United States Census Bureau w roku 2010 miało 35 480 mieszkańców.
Hrabstwo powstało w 1778 roku.

## Miasta
- Alderson
- Lewisburg
- Quinwood
- Rainelle
- Ronceverte
- Rupert
- White Sulphur Springs

## CDP
- Fairlea[4]

| Populacja hrabstwa w poprzednich latach | Populacja hrabstwa w poprzednich latach |
| Rok                                     | Liczba ludności                         |
| --------------------------------------- | --------------------------------------- |
| 1980                                    | 37 334                                  |
| 1990                                    | 34 693                                  |
| 2000                                    | 34 453                                  |
| 2010                                    | 35 480                                  |